# Muscocyclops
Muscocyclops é um género de crustáceo da família Cyclopidae.
Este género contém as seguintes espécies:
- Muscocyclops bidenatus
- Muscocyclops therasiae